# Bibliothèque cantonale d'Appenzell Rhodes-Intérieures
La bibliothèque cantonale d'Appenzell Rhodes-Intérieures est une bibliothèque scientifique de lecture publique située dans la ville d´Appenzell. 

## Fonds et utilisation
Les livres et brochures depuis 1900 peuvent être empruntés. Les documents publiés antérieurement, les périodiques et les Non-Books (documents autres que les livres et périodiques) sont consultables dans la salle d’étude.